# Santa Lucía (canción)
«Santa Lucía» es una canción compuesta por el cantautor argentino Roque Narvaja. Cobró gran relevancia a partir de ser interpretada por Miguel Ríos e incluida en su álbum Rocanrol bumerang, lanzado originalmente el 22 de septiembre de 1980. Poco después Narvaja también la incluyó en su discografía, en su álbum Un amante de cartón, editado en 1981.

## Detalles
"Santa Lucía" se lanzó originalmente el 22 de septiembre de 1980. Treinta y cinco años después, la canción está disponible desde el 3 de abril de 2015 en iTunes para iOS y Google Play Music para Android como descarga digital. También está disponible en Spotify.
El tema ha sido clasificado por la revista Rolling Stone en el número 38 de las 200 mejores canciones del pop rock en español, según el ranking publicado en 2010.